# Epiophlebia
Epiophlebia Calvert, 1903 è un genere di libellule del sottordine Epiprocta. È l'unico genere della famiglia Epiophlebiidae, che a sua volta è l'unica famiglia vivente dell'infraordine Anisozygoptera.

## Tassonomia
Il genere comprende le seguenti specie:
- Epiophlebia diana Carle, 2012
- Epiophlebia sinensis Li & Nel, 2011
- Epiophlebia laidlawi Tillyard, 1921
- Epiophlebia superstes (Selys, 1889)

In uno studio del 2003 alcuni autori hanno evidenziato il carattere parafiletico del raggruppamento degli Anisozygoptera e hanno proposto la creazione dell'infraordine Epiophlebioptera, da accorpare agli Anisoptera (anch'essi degradati a infraordine) nell'ambito del sottordine Epiprocta.
Tale orientamento non viene tuttavia accettato dai compilatori della World Odonata List (2018), che continuano a ritenere valida la suddivisione tradizionale in tre sottordini.